# کیوجو
کیوجو (به ژاپنی: 久寿 Kyūju) نام یک عصر تاریخی ژاپنی (نِنگُو) بود. این عصر بعد از نینپی و قبل از
هوگن (دوره) قرار داشت و از اکتبر ۱۱۵۴ تا آوریل ۱۱۵۶ میلادی به طول انجامید. در طی این عصر امپراتور کونوئه و امپراتور گو شیراکاوا، امپراتور ژاپن بودند.